# سوممركورت (كورنوال)
سوممركورت (بالإنجليزية: Summercourt)‏ هي قرية تقع في المملكة المتحدة في كورنوال.